# Động đất Tân Cương 2009
Động đất Tân Cương 2009 là trận động đất xảy ra vào lúc 09:47:47 (CST), ngày 25 tháng 1 năm 2009. Trận động đất có cường độ 5.1 richter, tâm chấn độ sâu khoảng 10 km. Không có báo cáo thiệt hại xảy ra sau động đất.